# Incendi a un tren de passatgers de 2019 a Pakistan
El 31 d'octubre de 2019 un tren de passatgers viatjant de Karachi a Rawalpindi, Pakistan, va incendiar-se. Almenys 74 van morir. Podria haver estat causat per l'explosió d'una estufa portàtil que alguns passatgers que podrien haver utilitzat il·legalment per a coure menjar al tren.

## Accident
L'accident va produir-se a les 6:30 PST (01:30 UTC), en el tren de passatgers exprés Tezgam que viatjava de Karachi a Rawalpindi. Es va produir a l'altura de Liaquatpur Tehsil, Districte Rahim Yar Khan, Província de Panjab. Es va informar que dues estufes de gas van esclatar i van calar foc al tren, destruint tres cotxes. Moltes de les víctimes van morir saltant del tren en moviment, que suposadament no es va aturar fins a uns 20 minuts després que començara l'incendi. Alguns dels passatgers atrapats en el foc van ser cremats fins a no poder ser reconeguts; es necessitarien de proves d'ADN per a permetre la identificació d'aquestes persones. Almenys 74 persones van morir, i almenys 43 persones van resultar ferides, onze crítiques. L'ús de les estufes de gas als trens al Pakistan és una pràctica il·legal, però habitual, i la gent fa la vista grossa. Altres informes suggereixen un problema elèctric com la causa de l'incendi. El tren transportava 933 persones, amb 207 als tres cotxes afectats.
Deu dispositius de bombers van ser enviats a l'escena. Tropes de l'exèrcit pakistanés van ajudar en l'operació de rescat. Els ferits més greus van ser traslladats a hospitals de Bahawalpur i de Multan. Els que tenien ferides menys greus van ser atesos a hospitals de Liaquatpur i Rahim Yar Khan, i un altre tren va ser enviat a rescatar passatgers atrapats i portar-los a Rawalpindi. Diversos supervivents van rebutjar la idea que les estufes de querosé foren la causa, afirmant que el foc va ser causat per una fallada elèctrica al tren. L'accident ha estat el més mortal al Pakistan des del 2003, quan un accident ferroviari a Ghotki va matar més de 100 persones.

## Investigació
El primer ministre de Pakistan Imran Khan va ordenar una investigació de l'accident.